# Liste der Biografien/Vals
Liste der Biografien |
Portal Biografien |
Personensuche
# |
A |
B |
C |
D |
E |
F |
G |
H |
I |
J |
K |
L |
M |
N |
O |
P |
Q |
R |
S |
T |
U |
V |
W |
X |
Y |
Z |
?
 
Va |
Vd |
Ve |
Vh |
Vi |
Vj |
Vl |
Vn |
Vo |
Vr |
Vs |
Vt |
Vu |
Vy
 
Vaa |
Vab |
Vac |
Vad |
Vae |
Vaf |
Vag |
Vah |
Vai |
Vaj |
Vak |
Val |
Vam |
Van |
Vap |
Vaq |
Var |
Vas |
Vat |
Vau |
Vav |
Vaw |
Vax |
Vay |
Vaz
 
Vala |
Valb |
Valc |
Vald |
Vale |
Valf |
Valg |
Valh |
Vali |
Valj |
Valk |
Vall |
Valm |
Valn |
Valo |
Valp |
Valq |
Vals |
Valt |
Valu |
Valv |
Valy |
Valz
Die Liste der Biografien führt alle Personen auf, die in der deutschsprachigen Wikipedia einen Artikel haben. Dieses ist eine Teilliste mit 15 Einträgen von Personen, deren Namen mit den Buchstaben „Vals“ beginnt.

## Vals

### Valsa
- Valsalva, Antonio Maria (1666–1723), italienischer Anatom und ChirurgAntonio Maria Valsalva (1666–1723)

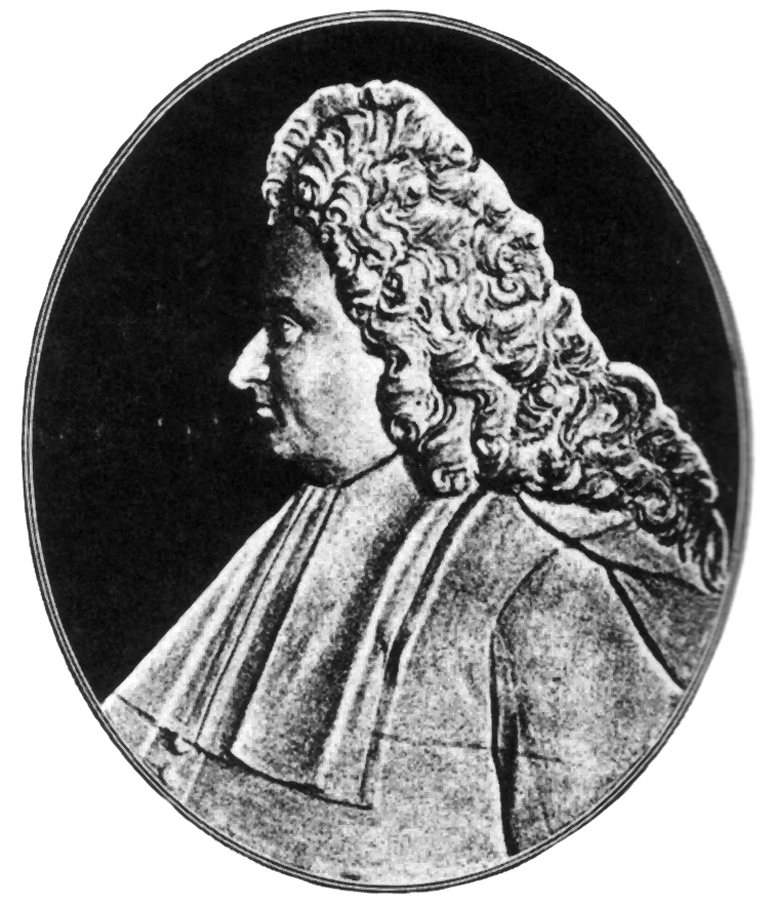
Antonio Maria Valsalva (1666–1723)

- Valsamakis, Nikos (* 1924), griechischer Architekt
- Valsamakis, Nikos (Künstlername) (* 1973), griechisch-deutscher Maler
- Valsayre, Marie-Rose Astié de (1846–1915), französische Musikerin und Feministin

### Valse
- Valsecchi, Alessandro (1809–1879), italienischer Geistlicher
- Valsecchi, Athos (1919–1985), italienischer Politiker, Mitglied der Camera dei deputati und des Senato della Repubblica
- Valsecchi, Benjamino (1928–2008), Schweizer Turner
- Valsecchi, Davide (* 1987), italienischer Automobilrennfahrer
- Valsecchi, Diego (* 1982), Schweizer Schauspieler, Sänger und Kabarettist
- Valsecchi, Silvia (* 1982), italienische Radrennfahrerin

### Valsi
- Valsiner, Jaan (* 1951), US-amerikanischer Psychologe estnischer Abstammung

### Valsk
- Valskis, Nerijus (* 1987), litauischer Fußballspieler

### Valst
- Valstad, Bjørnar (* 1967), norwegischer Orientierungsläufer
- Valstein-Montnor, Cynthia, surinamische Juristin

### Valsv
- Valsvik, Gustav (* 1993), norwegischer Fußballspieler